# Buttress Hill
Der Buttress Hill (englisch für Pfeilerhügel, in Argentinien Cerro El Fuelle, in Chile Cerro Buttress) ist ein 690 m (nach Angaben des UK Antarctic Place-Names Committee 650 m) hoher Hügel mit Felsenkliffs an der Westflanke und einem abgeflachten Gipfel im Grahamland auf der Antarktischen Halbinsel. Auf der Tabarin-Halbinsel ragt er 3 km östlich der nördlichsten Anhöhe der Seven Buttresses auf.
Der Falkland Islands Dependencies Survey (FIDS) kartierte ihn 1946 und benannte ihn nach seiner geografischen Nähe zur Gruppe der Seven Buttresses. Die argentinische Benennung bedeutet sinngemäß so viel wie Gipfelwolkenhügel.